# Величаевский сельсовет
Величаевский сельсовет — упразднённое сельское поселение в Левокумском районе Ставропольского края Российской Федерации.
Административный центр — село Величаевское.

## История
Статус и границы сельского поселения установлены Законом Ставропольского края от 4 октября 2004 год № 88-КЗ «О наделении муниципальных образований Ставропольского края статусом городского, сельского поселения, городского округа, муниципального района».
С 16 марта 2020 года, в соответствии с Законом Ставропольского края от 31 января 2020 г. № 10-кз, все муниципальные образования Левокумского муниципального района были преобразованы путём их объединения в единое муниципальное образование Левокумский муниципальный округ.

## Население
| 1989  | 2002  | 2010  | 2011  | 2012  | 2013  | 2014  |
| ----- | ----- | ----- | ----- | ----- | ----- | ----- |
| 6718  | ↘6159 | ↘5697 | ↘5684 | ↘5644 | ↘5584 | ↗5622 |
| 2015  | 2016  | 2017  | 2018  | 2019  | 2020  |       |
| ↘5612 | ↘5548 | ↗5552 | ↘5531 | ↗5551 | ↗5553 |       |

### Национальный состав
По итогам переписи населения 2010 года проживали следующие национальности (национальности менее 1 %, см. в сноске к строке "Другие"):
| Национальность | Численность | Процент |
| -------------- | ----------- | ------- |
| Русские        | 3442        | 60,42   |
| Даргинцы       | 1862        | 32,68   |
| Аварцы         | 144         | 2,53    |
| Кумыки         | 125         | 2,19    |
| Другие         | 124         | 2,18    |
| Итого          | 5697        | 100,00  |

## Состав сельского поселения
| № | Населённый пункт | Тип населённого пункта       | Население |
| - | ---------------- | ---------------------------- | --------- |
| 1 | Величаевское     | село, административный центр | ↘4666     |
| 2 | Камышитовый      | посёлок                      | ↘7        |
| 3 | Кочубей          | хутор                        | ↗471      |
| 4 | Термита          | хутор                        | ↘32       |